# روبرت لويس ستيفنسون
روبرت لويس بلفور ستيفنسون (بالإنجليزية: Robert Louis Stevenson) (13 نوفمبر 1850 - 3 ديسمبر 1894) روائيء وشاعر وكاتب مقالات وكاتب اسكتلندي وتخصص في أدب الرحلات. وقد لاقى ستيفنسون إعجابًا كبيرًا من الكثير من الكتاب، مثل خورخي لويس بورخيس وإيرنست هيمنجواي ورديارد كيبلينج وفلاديمير نابكوف وجي كاي تشسترتون.

## حياته
ولُد روبرت لويس ستيفنسون في إدنبرة في اسكتلندا في 1850. درس الهندسة، وهي مهنة أبيه، في جامعة إدنبره، لكنه لم يكن مهتماً بالموضوع. في 1871، غيّر دراسته إلى القانون. لكنه عرف أنه يريد أيضاً أن يصبح كاتباً. وقد عانى من صحة ضعيفة طيلة معظم حياته، لكنه عاش حياة سفر ومغامرة ك. بعد الجامعة، زار فرنسا وبلجيكا والولايات المتحدة وكتب عن هذه الرحلات. وقع في حب امرأة أمريكية، فاني أوزبورن، وقد تزوجا بعد أن انتهى زواجها الأول. عادا إلى اسكتلندا ثم ذهبا إلى سويسرا. في 1888، أبحرا إلى جزر المحيط الهادي. وخططا لرحلة قصيرة، لكن ستيفنسون لم يعد أبداً إلى أوروبا. اشترى منزلاً في ساموا من أجل صحته وعاش هناك مع عائلته حتى موته الفجائي في 1894
من 1876، أصبح ستيفنسون كاتباً متفرغاً. كانت أغلب كتاباته المبكره قصصاً قصيرة وكتب رحلات. وقد أصبح مشهوراً حين كتب جزيرة الكنز، أول عمل قصصي طويل له. وكانت الكتب الشهيرة الأخرى: دكتور جيكل ومستر هايد (1886) ومُختطف (1886).
وبسبب اعتلال صحة ستيفنسون، فإنه كان مضطرا دائما للقيام برحلات إلى بعض المناطق والبلاد الأخرى الأكثر دفئا، لكي يخفف من أثر نوبات مرضه، فذهب في أول رحلة إلى فرنسا في سبتمبر عام 1873 م، وكان عمره آنذاك ثلاثة وعشرين عاما فكانت بداية لكتابة أدب الرحلات، إذ ألف في ذلك «رحلة داخلية» عام 1878 و«سفريات مع حمار» عام 1879 و«دراسات طريفة عن الكتب والرجال» عام 1882، ورحلاته تعد أنموذجا لأسلوبه الجذاب، وقد استوحى قصة «القيثارة» من أصداء رحلته إلى فرنسا.
تخرج ستيفنسون عام 1875 في جامعة أدنبرة محاميا، ولكن صيته ككاتب موهوب ومحبوب غلب على مهنته.
وبعد رحلة شاقة عبر البحر وصل «ستيفنسون» مدينة سان فرانسيسكو وهو في حالة صحية سيئة، ومنها أخذ القطار إلى كاليفورنيا ليلتقي بفانى أوسبورن، فظل بجوارها حتى حصلت على الطلاق من زوجها، حيث كانت في ذلك الوقت تسعى للطلاق إثر خلافات عائلية، فتزوجها ستيفنسون في مايو 1880.
وقد كان هذا الزواج بداية لأعظم فترة إنتاجية في حياته، فقد نشر بعد زواجه معظم إنتاجه الذي حقق له شهرة واسعة في إنجلترا وأمريكا على السواء، فكتب إلى جانب قصائده الشعرية وكتب الرحلات مجموعة من الروايات والقصص التي تعد من كلاسيكيات أدب الأطفال واليافعين، لذلك عده النقاد مبتكر الكتابة لهما، دون أن يبتعد عن عالم الكبار، فكتب: جزيرة الكنز والمخطوف عام 1886، وكاتريون عام 1893، والسهم الأسود عام 1888، والدكتور جيكل ومستر هايد وجيم هو كنز وحديقة أشعار الطفل عام 1885.
وقد حقق ستيفنسون بهذه الأعمال شهرة عريضة في إنجلترا وأمريكا وفي يونيو 1888 أبحر في يخت استأجره هو وعائلته من سان فرانسيسكو إلى جزر جنوب المحيط الهادي، وقد استغرقت هذه الرحلة أربعة شهور زار خلالها ثلاثا وثلاثين جزيرة، وقد وصف بعض هذه الجزر كجزر الماكيز وهاواي وساموا في كتاب «حاشية للتاريخ» عام 1892، وكتاب «البحار الجنوبية»، ثم أصبحت جزيرة (ساموا) وطنه الدائم، منذ عام 1890 فمات فيها في ديسمبر عام 1894، ودفن جثمانه في قمة جبل «فيا» في هذه الجزيرة أيضا.
روبرت لويس ستيفنسون في سن السابعة.
ذاع صيته عبر روايته الشهيرة جزيرة الكنز التي عرضت في الوطن العربي على شكل مسلسل كرتون يحمل نفس الاسم.
المسلسل الذي تم إنتاجه في نهاية السبعينات وعرض في الدول العربية في الثمانيات. دبلج للغة العربية في لبنان، وقد قام بأداء صوت البطل الرئيس للمسلسل جون سلفر الممثل اللبناني الشهير وحيد جلال، وقام بأداء أغنية شارة البداية للمسلسل المطرب سامي كلارك. ولا يكاد المسلسل يغيب عن ذاكرة معظم الذين عاشوا طفولتهم في تلك الفترة.
روبرت لويس بلفور ستيفنسون (13 نوفمبر 1850 - 3 ديسمبر 1894) روائي اسكتلندي يعتبر من أعظم الأدباء الإنجليز في أواخر القرن التاسع عشر.. وهو رومنسي المذهب.. وكان شاعرا.. وكاتب رحلات..وكاتب مقالات.. ومؤلف للعديد من روايات المغامرات المحبوبة لدى قراء الأدب في معظم أنحاء العالم.
عاش طوال حياته مريضا بداء السل. درس القانون في جامعة أدنبره وعمل محاميا. قام برحلات كثيرة بحثا عن المناخ الملائم لصحته، منها رحلة إلى كاليفورنيا قام بها في العام 1879 وتزوج السيدة أوسبورن، ولكنه تفرغ للأدب بعد أن ذاع صيته ككاتب روائي له أسلوب حلو طلي وخفيف الظل.

## وفاته
قام في العام 1894 بجولة واسعة النطاق في البحار الجنوبية، ثم استقر في ساموا، حيث كتب روايته فاليما ومات هناك.

## مؤلفاته
ألف العديد أيضا من كتب أدب الرحلات والأسفار وقد ذاعت شهرة هذه الكتب، ووجدت قبولا حسنا لدى محبي الاطلاع على أدب الرحلات في إنجلترا وأوروبا وأمريكا. ولقد ألف جزيرة الكنز واستوحى الرواية من قصة حقيقية.

### رواياته
- حديقة أشعار الطفل.
- جزيرة الكنز.
- المخطوف.
- دكتور جيكل ومستر هايد.
- السهم الأسود.
- سيد بالانتري.
- رواية كاتريونا.

### أدب الرحلات
- السفر بالحمار.

## وصلات خارجية
- روبرت لويس ستيفنسون على موقع IMDb (الإنجليزية)
- روبرت لويس ستيفنسون على موقع الموسوعة البريطانية (الإنجليزية)
- روبرت لويس ستيفنسون على موقع ألو سيني (الفرنسية)
- روبرت لويس ستيفنسون على موقع ميوزك برينز (الإنجليزية)
- روبرت لويس ستيفنسون على موقع أول موفي (الإنجليزية)
- روبرت لويس ستيفنسون على موقع قاعدة بيانات برودواي على الإنترنت (الإنجليزية)
- روبرت لويس ستيفنسون على موقع قاعدة بيانات الأفلام السويدية (السويدية)
- روبرت لويس ستيفنسون على موقع إن إن دي بي (الإنجليزية)
- روبرت لويس ستيفنسون على موقع أول ميوزيك (الإنجليزية)
- روبرت لويس ستيفنسون على موقع ديسكوغز (الإنجليزية)
- روبرت لويس ستيفنسون  على قاعدة بيانات الخيال التأملي على الإنترنت